# Giacomo Adolfi
Adolfi Giacomo (Bérgamo, 1682 - 1741) foi um pintor italiano do período barroco, activo em Bérgamo.
Era o irmão mais velho do pintor Ciro Adolfi, e foi inicialmente ensinado por seu pai Benedetto Adolfi. Ele completou uma série de pinturas a fresco nas igrejas e edifícios públicos de Bergamo, incluindo uma Coroação da Virgem para a igreja do Mosteiro del Paradiso e uma Adoração dos Magos para Alessandro Sant'della Croce.